# Phoneyusa bidentata
Phoneyusa bidentata là một loài nhện trong họ Theraphosidae.
Loài này thuộc chi Phoneyusa. Phoneyusa bidentata được Mary Agard Pocock miêu tả năm 1899.